# Список найкращих легкоатлетів 2017
Нижче представлено список найкращих результатів 2017 року серед чоловіків та жінок у світі, Європі та Україні.
При складанні таблиць не брались до уваги результати, показані атлетами Російської Федерації (крім тих, хто був індивідуально допущений до участі у змаганнях в статусі "допущених нейтральних атлетів"), у зв'язку із зупиненням 13 листопада 2015 року членства Всеросійської федерації легкої атлетики в ІААФ.

## Чоловіки

### Зимовий сезон
| Дисципліна                                  | Світ                                                                                           | Європа                                                                                      | Україна |
| ------------------------------------------- | ---------------------------------------------------------------------------------------------- | ------------------------------------------------------------------------------------------- | --- |
| 50 метрів                                   | 5,76 Ерік Крей Філіппіни                                                                       | 5,97 Даріо Костас Іспанія                                                                   | |
| 55 метрів                                   | 6,24 Доусон Лек США                                                                            |                                                                                             | |
| 60 метрів                                   | 6,45 Ронні Бейкер США Крістіан Коулмен США                                                     | 6,54 Річард Кілті Велика Британія                                                           | 6,72 Данило Курта Запорізька обл.                                                                                                   |
| 200 метрів                                  | 20,11 Крістіан Коулмен США                                                                     | 20,49 Нетаніл Мітчелл-Блейк Велика Британія                                                 | 21,50 Володимир Супрун Сумська обл.                                                                                                 |
| 300 метрів                                  | 31,87 WIB Ноа Лайлз США                                                                        | 32,19 Павел Маслак Чехія                                                                    | 35,26 Володимир Бураков Запорізька обл.                                                                                             |
| 400 метрів                                  | 44,85 Фред Керлі США                                                                           | 45,77 Павел Маслак Чехія                                                                    | 47,20 Віталій Бутрим Сумська обл.                                                                                                   |
| 500 метрів                                  | 1.00,11 Вернон Норвуд США                                                                      | 1.00,99 Павел Маслак Чехія                                                                  | |
| 600 метрів                                  | 1.14,91 WIB Казімір Локсом США                                                                 | 1.16,10 Кайл Ленгфорд Велика Британія                                                       | 1.19,77 Данило Даниленко Волинська обл.                                                                                             |
| 800 метрів                                  | 1.46,13 Казімір Локсом США                                                                     | 1.46,17 Адам Кщот Польща                                                                    | 1.53,07 Станіслав Сеник Івано-Франківська обл.                                                                                      |
| 1000 метрів                                 | 2.18,60 Клейтон Мерфі США                                                                      | 2.20,54 Ніл Гурлі Велика Британія                                                           | 2.29,31 Євген Кузнєцов Дніпропетровська обл.                                                                                        |
| 1500 метрів                                 | 3.36,42 Бен Бланкеншіп США                                                                     | 3.37,58 Ендрю Бутчарт Велика Британія                                                       | 3.47,31 Володимир Киц Київська обл.                                                                                                 |
| Миля                                        | 3.52,01 Едвард Чезерек США                                                                     | 3.54,23 Ендрю Бутчарт Велика Британія                                                       | |
| 2000 метрів                                 | 5.05,98 Аман Кеді Ефіопія                                                                      | 5.08,58 Маєдін Мекіссі-Бенаббад Франція                                                     | |
| 3000 метрів                                 | 7.40,80 Райан Хілл США                                                                         | 7.41,05 Ендрю Бутчарт Велика Британія                                                       | 8.03,65 Володимир Киц Київська обл.                                                                                                 |
| 2 милі                                      | 8.11,33 Бен Тру США                                                                            | 8.12,63 Ендрю Бутчарт Велика Британія                                                       | |
| 5000 метрів                                 | 13.04,60 Мохаммед Ахмед Канада                                                                 | 13.09,16 EIR Мо Фара Велика Британія                                                        | |
| 50 метрів з бар'єрами                       | 6,72 Флоріан Соме Франція                                                                      | 6,72 Флоріан Соме Франція                                                                   | |
| 55 метрів з бар'єрами                       | 7,31 Джордан Чарльз США                                                                        | 7,90 Давіде Піттіліні Італія                                                                | |
| 60 метрів з бар'єрами                       | 7,43 Ендрю Поцці Велика Британія                                                               | 7,43 Ендрю Поцці Велика Британія                                                            | 7,88 Сергій Копанайко Київ |
| 2000 метрів з перешкодами                   |                                                                                                |                                                                                             | 5.31,10 Роман Ростикус Львівська обл.                                                                                               |
| 3000 метрів з перешкодами                   |                                                                                                |                                                                                             | 8.39,92 Василь Коваль Житомирська обл.                                                                                              |
| 4х200 метрів                                | 1.24,83 ТФ Ваттеншайд 01 Німеччина Робін Ерева Мауріц Хуке Карло Векельманн Максиміліан Рут    | 1.24,83 ТФ Ваттеншайд 01 Німеччина Робін Ерева Мауріц Хуке Карло Векельманн Максиміліан Рут | 1.32,25 Сумська обл. Андрій Волинець Максим Ревера Олексій Сергієнко Ярослав Демченко                                               |
| 4х400 метрів                                | 3.02,52 Техаський університет A&M США Фред Керлі Річард Роуз Девін Діксон Майлік Керлі         | 3.06,99 Польща Кацпер Козловскі Лукаш Кравчук Пшемислав Ващинські Рафаль Омелько            | 3.09,64 Україна Данило Даниленко Волинська обл. Євген Гуцол Сумська обл. Олексій Поздняков Сумська обл. Віталій Бутрим Сумська обл. |
| 4х800 метрів                                | 7.22,92 District Track Club США Джуліан Паркер Деррік Холдсворт Едоуз Ібаден Сем Пензенстадлер |                                                                                             | |
| Змішана естафета (1200+400+800+1600 метрів) | 9.40,31 Oregon США Метью Мейтон Кемерон Стоун Мік Становсек Едвард Чезерек                     |                                                                                             | |
| 4х1 милі                                    | 16.12,81 WIB Hoka NJNY Track Club США Дональд Кабрал Форд Палмер Грем Кроуфорд Кайл Мербер     |                                                                                             | |
| Спортивна хода 3000 метрів                  | 11.15,15 Алекс Райт Ірландія                                                                   | 11.15,15 Алекс Райт Ірландія                                                                | |
| Спортивна хода 5000 метрів                  | 18.39,47 Том Босворт Велика Британія                                                           | 18.39,47 Том Босворт Велика Британія                                                        | 19.24,6 Руслан Дмитренко Донецька обл.                                                                                              |
| Стрибки у висоту                            | 2,33 Сільвестер Беднарек Польща Дерек Друен Канада                                             | 2,33 Сільвестер Беднарек Польща                                                             | 2,22 Андрій Ковальов Херсонська обл.                                                                                                |
| Стрибки з жердиною                          | 6,00 Пйотр Лісек Польща                                                                        | 6,00 Пйотр Лісек Польща                                                                     | 5,50 Владислав Малихін Київська обл.                                                                                                |
| Стрибки в довжину                           | 8,18 Сергій Никифоров Україна                                                                  | 8,18 Сергій Никифоров Україна                                                               | 8,18 Сергій Никифоров Київська обл.                                                                                                 |
| Потрійний стрибок                           | 17,52 Макс Гесс Німеччина                                                                      | 17,52 Макс Гесс Німеччина                                                                   | 16,32 Олександр Малосілов Донецька обл.                                                                                             |
| Штовхання ядра                              | 21,97 Конрад Буковєцкі Польща                                                                  | 21,97 Конрад Буковєцкі Польща                                                               | 19,16 Віктор Самолюк Київська обл.                                                                                                  |
| Метання ваги                                | 24,02 Алекс Янг США                                                                            | 23,44 Гліб Дударев Білорусь                                                                 | |
| Семиборство                                 | 6479 Кевін Майер Франція                                                                       | 6479 EIR Кевін Майер Франція                                                                | 5820 Василь Іваницький Львівська обл.                                                                                               |

### Літній сезон
| Дисципліна                                  | Світ                                                                                  | Європа                                                                                   | Україна                                                                       |
| ------------------------------------------- | ------------------------------------------------------------------------------------- | ---------------------------------------------------------------------------------------- | ----------------------------------------------------------------------------- |
| 100 метрів                                  | 9,82 Крістіан Коулмен США                                                             | 9,97 Джиммі Віко Франція Раміль Гулієв Туреччина Чиджинду Уджа Велика Британія           | 10,23 Сергій Смелик (Київ)                                                    |
| 200 метрів                                  | 19,77 Айзек Маквала Ботсвана                                                          | 20,02 Раміль Гулієв Туреччина                                                            | 20,42 Сергій Смелик (Київ)                                                    |
| 300 метрів                                  | 30,81 WB Вайде ван Нікерк ПАР                                                         | 31,80 Павел Маслак Чехія                                                                 |                                                                               |
| 400 метрів                                  | 43,62 Вайде ван Нікерк ПАР                                                            | 44,74 Метью Хадсон-Сміт Велика Британія                                                  | 45,89 Євген Гуцол (Волинська обл.)                                            |
| 600 метрів                                  | 1.15,42 Чарльз Джок США                                                               | 1.16,58 Тоні ван Діпен Нідерланди                                                        |                                                                               |
| 800 метрів                                  | 1.43,10 Еммануель Корір Кенія                                                         | 1.44,62 Амель Тука Боснія і Герцеговина                                                  | 1.48,26 Євген Гуцол (Волинська обл.)                                          |
| 1000 метрів                                 | 2.17,17 Клейтон Мерфі США                                                             | 2.18,60 Якуб Голуша Чехія                                                                |                                                                               |
| 1500 метрів                                 | 3.28,80 Елайджа Манангой Кенія                                                        | 3.32,48 Філіп Інгебрітсен Норвегія                                                       | 3.40,78 Станіслав Маслов (Житомирська обл.)                                   |
| Миля                                        | 3.49,04 Рональд Квемой Кенія                                                          | 3.53,23 Філіп Інгебрітсен Норвегія                                                       |                                                                               |
| 2000 метрів                                 | 5.17,22 Сем Вальгарен Бельгія                                                         | 5.17,22 Сем Вальгарен Бельгія                                                            | 5.24,58 Юрій Кіщенко (Одеська обл.)                                           |
| 3000 метрів                                 | 7.28,73 Рональд Квемой Кенія                                                          | 7.35,15 Мо Фара Велика Британія                                                          | 8.02,11 Станіслав Маслов (Житомирська обл.)                                   |
| 2 милі                                      | 8.45,95 Броуді Гасті США                                                              |                                                                                          |                                                                               |
| 5000 метрів                                 | 12.55,23 Муктар Едріс Ефіопія                                                         | 13.00,70 Мо Фара Велика Британія                                                         | 14.10,47 Володимир Киц (Київська обл.)                                        |
| 10000 метрів                                | 26.49,51 Мо Фара Велика Британія                                                      | 26.49,51 Мо Фара Велика Британія                                                         | 29.14,75 Микола Нижник (Київ)                                                 |
| 20000 метрів                                |                                                                                       |                                                                                          |                                                                               |
| 1 година                                    |                                                                                       |                                                                                          |                                                                               |
| 25000 метрів                                |                                                                                       |                                                                                          |                                                                               |
| 30000 метрів                                |                                                                                       |                                                                                          |                                                                               |
| 110 метрів з бар'єрами                      | 12,90 Омар Маклеод Ямайка                                                             | 13,01 Сергій Шубенков Допущені нейтральні атлети                                         | 13,95 Артем Шаматрин (Київ)                                                   |
| 400 метрів з бар'єрами                      | 47,80 Кайрон Макмастер Британські Віргінські Острови                                  | 48,22 Карстен Варгольм Норвегія                                                          | 50,58 Данило Даниленко (Волинська обл.)                                       |
| 2000 метрів з перешкодами                   | 5.18,67 Бенджамін Кіген Кенія                                                         | 5.29,04 Себастьян Мартос Іспанія                                                         | 6.09,09 Михайло Піхо (Львівська обл.)                                         |
| 3000 метрів з перешкодами                   | 8.01,29 Еван Джагер США                                                               | 8.14,67 Маєдін Мекіссі-Бенаббад Франція                                                  | 8.50,78 Василь Коваль (Волинська обл.)                                        |
| 4x100 метрів                                | 37,47 Велика Британія Чиджинду Уджа Адам Джемілі Деніел Телбот Нетаніел Мітчелл-Блейк | 37,47 ER Велика Британія Чиджинду Уджа Адам Джемілі Деніел Телбот Нетаніел Мітчелл-Блейк | 39,07 Україна Роман Кравцов Еміль Ібрагімов Володимир Супрун Сергій Смелик    |
| 4x200 метрів                                | 1.19,42 Канада Гейвін Смеллі Брендон Родні Андре де Грассе Аарон Браун                | 1.24,78 Польща Пшемислав Словіковський Ерік Гампель Артур Зачек Рафаль Омелько           |                                                                               |
| 4x400 метрів                                | 2.58,12 Тринідад і Тобаго Джаррін Соломон Джерім Річардз Мачел Седеніо Лалонд Гордон  | 2.59,00 Велика Британія Метью Хадсон-Сміт Двейн Кавен Раба Юсіф Мартін Руні              | 3.07,03 Україна Данило Даниленко Євген Гуцол ОЛексій Поздняков Віталій Бутрим |
| 4x800 метрів                                | 7.13,16 США Бреннон Кіддер Ерік Совінскі Казімір Локсом Клейтон Мерфі                 | 7.18,14 Польща Артур Куцяпський Матеуш Борковський Адам Кщот Марцин Левандовський        |                                                                               |
| 4x1500 метрів                               |                                                                                       |                                                                                          |                                                                               |
| Змішана естафета (1200+400+800+1600 метрів) |                                                                                       |                                                                                          |                                                                               |
| Спортивна хода 3000 метрів                  | 10.54,70 Дейн Бьорд-Сміт Австралія                                                    | 11.12,45 Нільс Брембах Німеччина                                                         | 11.27,46 Іван Лосєв (Волинська обл.)                                          |
| Спортивна хода 5000 метрів                  | 18.43,28 Том Босворт Велика Британія                                                  | 18.43,28 Том Босворт Велика Британія                                                     |                                                                               |
| Спортивна хода 10000 метрів                 | 38.34,23 Дейн Бьорд-Сміт Австралія                                                    | 38.57,45 Персеус Карлстрьом Швеція                                                       | 42.00,60 Віктор Шумік (Волинська обл.)                                        |
| Спортивна хода 20000 метрів                 | 1:21.36,7 Юга Ямасіта Японія                                                          | 1:28.42,00 Ато Ібаньєз Швеція                                                            |                                                                               |
| Спортивна хода 30000 метрів                 |                                                                                       |                                                                                          |                                                                               |
| Спортивна хода 50000 метрів                 |                                                                                       |                                                                                          |                                                                               |
| 10 кілометрів (шосе)                        | 27.10 Бернард Кімелі Кенія                                                            | 27.55 Сондре Моен Норвегія                                                               | 28.46 Роман Романенко (Дніпропетровська обл.)                                 |
| 15 кілометрів (шосе)                        | 41.16 Джошуа Чептегей Уганда                                                          | 43.44 Люк Трейнор Велика Британія                                                        | 45.35 Олександр Сітковський (Донецька обл.)                                   |
| 10 миль (шосе)                              | 45.03 Роджерс Чумо Кенія                                                              | 46.26 Абді Нагейє Нідерланди                                                             | 49.29 Андрій Старжинський (Вінницька обл.)                                    |
| 20 кілометрів (шосе)                        | 57.27 Джосфат Ледама Кенія                                                            | 58.40 Флоріан Карвальйо Франція                                                          |                                                                               |
| Напівмарафон (шосе)                         | 58.40 Абрам Черобен Бахрейн                                                           | 59.48 Сондре Моен Норвегія                                                               | 1:03.22 Роман Романенко (Дніпропетровська обл.)                               |
| 25 кілометрів (шосе)                        |                                                                                       |                                                                                          |                                                                               |
| 30 кілометрів (шосе)                        |                                                                                       |                                                                                          |                                                                               |
| Марафон (шосе)                              | 2:03.32 Еліуд Кіпчоґе Кенія                                                           | 2:05.48 ER Сондре Моен Норвегія                                                          | 2:13.36 Олександр Сітковський (Донецька обл.)                                 |
| Екіден (шосе)                               |                                                                                       |                                                                                          |                                                                               |
| 100 кілометрів (шосе)                       |                                                                                       |                                                                                          |                                                                               |
| Спортивна хода 10 кілометрів (шосе)         | 39.30 Луїс Альберто Амескуа Іспанія                                                   | 39.30 Луїс Альберто Амескуа Іспанія                                                      | 40.56 Олексій Казанін (Волинська обл.)                                        |
| Спортивна хода 20 кілометрів (шосе)         | 1:17.54 Кайхуа Ван КНР                                                                | 1:18.26 Сергій Широбоков Допущені нейтральні атлети                                      | 1:22.26 Руслан Дмитренко (Донецька обл.)                                      |
| Спортивна хода 35 кілометрів (шосе)         | 2:31.40 Ігор Главан Україна                                                           | 2:31.40 Ігор Главан Україна                                                              | 2:31.40 Ігор Главан Київська обл.                                             |
| Спортивна хода 50 кілометрів (шосе)         | 3:33.12 Йоанн Дініз Франція                                                           | 3:33.12 Йоанн Дініз Франція                                                              | 3:41.42 Ігор Главан Київська обл.                                             |
| Стрибки у висоту                            | 2,40 Мутаз Есса Баршим Катар                                                          | 2,38 Данило Лисенко Допущені нейтральні атлети                                           | 2,32 Богдан Бондаренко (Харківська обл.)                                      |
| Стрибки з жердиною                          | 6,00 Сем Кендрікс США                                                                 | 5,93 Павел Войцеховський Польща                                                          | 5,70 Владислав Малихін (Київська обл.)                                        |
| Стрибки у довжину                           | 8,65 Луво Маньонга ПАР                                                                | 8,32 Олександр Меньков Допущені нейтральні атлети                                        | 8,04 Владислав Мазур (Житомирська обл.)                                       |
| Потрійний стрибок                           | 18,11 Крістіан Тейлор США                                                             | 17,32 Фабріціо Донато Італія                                                             | 16,35 Олександр Малосілов (Донецька обл.)                                     |
| Штовхання ядра                              | 22,65 Раян Краузер США                                                                | 22,01 Томаш Станек Чехія                                                                 | 19,51 Ігор Мусієнко (Сумська обл.)                                            |
| Метання диска                               | 71,29 Даніель Штоль Швеція                                                            | 71,29 Даніель Штоль Швеція                                                               | 63,77 Микита Нестеренко (Харківська обл.)                                     |
| Метання молота                              | 83,44 Павел Файдек Польща                                                             | 83,44 Павел Файдек Польща                                                                | 76,92 Сергій Регеда (Київська обл.)                                           |
| Метання списа                               | 94,44 Йоганнес Феттер Німеччина                                                       | 94,44 Йоганнес Феттер Німеччина                                                          | 80,37 Дмитро Косинський (Київська обл.)                                       |
| Десятиборство                               | 8768 Кевін Маєр Франція                                                               | 8768 Кевін Маєр Франція                                                                  | 8281 Олексій Касьянов (Запорізька обл.)                                       |

## Жінки

### Зимовий сезон
| Дисципліна                                  | Світ | Європа | Україна |
| ------------------------------------------- | --- | --- | --- |
| 50 метрів                                   | 6,30 Еріка Александер США                                                                                              | 6,45 Айла Дель Понте Швейцарія | |
| 55 метрів                                   | 6,72 Джерайя Девіс США                                                                                                 | 7,35 Еліна Гуннарссон Швеція | |
| 60 метрів                                   | 6,98 Елейн Томпсон Ямайка                                                                                              | 7,06 Аша Філіп Велика Британія | 7,10 Олеся Повх Запорізька обл.                                                                                      |
| 200 метрів                                  | 22,42 Аріанна Вашингтон США                                                                                            | 22,77 Ребекка Хаазе Німеччина | 24,04 Ольга Земляк Рівненська обл.                                                                                   |
| 300 метрів                                  | 35,71 Кванера Гейз США Шона Міллер Багамські Острови                                                                   | 36,92 Ребекка Хаазе Німеччина | 39,62 Іванна Аврамчук Київська обл.                                                                                  |
| 400 метрів                                  | 51,07 Шакіма Вімблі США Кендалл Елліс США                                                                              | 51,46 Леа Шпрунгер Швейцарія | 52,09 Ольга Земляк Рівненська обл.                                                                                   |
| 500 метрів                                  | 1.07,34 Кортні Около США                                                                                               | 1.13,05 Лада Вондрова Чехія | |
| 600 метрів                                  | 1.23,84 Аджай Вілсон США                                                                                               | 1.25,89 Мерілін Окоро Велика Британія                                                                                                   | 1.32,21 Олена Колесниченко Вінницька обл.                                                                            |
| 800 метрів                                  | 1.58,27 Аджай Вілсон США                                                                                               | 1.59,29 Йоанна Южвік Польща | 2.00,92 Ольга Ляхова Полтавська обл.                                                                                 |
| 1000 метрів                                 | 2.31,93 Лора М'юр Велика Британія                                                                                      | 2.31,93 EIR Лора М'юр Велика Британія                                                                                                   | 2.51,93 Анастасія Лебідь Дніпропетровська обл.                                                                       |
| 1500 метрів                                 | 3.58,80 Гензебе Дібаба Ефіопія                                                                                         | 4.02,39 Лора М'юр Велика Британія | 4.14,58 Анастасія Ткачук Запорізька обл.                                                                             |
| Миля                                        | 4.19,89 Сіфан Гассан Нідерланди                                                                                        | 4.19,89 Сіфан Гассан Нідерланди | |
| 2000 метрів                                 | 5.23,75 WIB Гензебе Дібаба Ефіопія                                                                                     | 6.10,36 Беата Топка Польща | |
| 3000 метрів                                 | 8.26,41 Лора М'юр Велика Британія                                                                                      | 8.26,41 EIR Лора М'юр Велика Британія                                                                                                   | 9.20,95 Вікторія Хапіліна Рівненська обл.                                                                            |
| 2 милі                                      | 9.56,06 Брі Оуклі США                                                                                                  | 10.46,14 Каролін Скаттебу Норвегія | |
| 5000 метрів                                 | 14.49,12 Лора М'юр Велика Британія                                                                                     | 14.49,12 Лора М'юр Велика Британія | |
| 50 метрів з бар'єрами                       | 7,40 Саша Алессандріні Франція                                                                                         | 7,40 Саша Алессандріні Франція | |
| 55 метрів з бар'єрами                       | 7,79 Шейдаджа Баллард США                                                                                              | 8,16 Холлі Патті-Беллелі Велика Британія                                                                                                | |
| 60 метрів з бар'єрами                       | 7,74 Кендра Харрісон США                                                                                               | 7,79 Памела Дуткевич Німеччина | 7,92 Анна Плотіцина Київська обл.                                                                                    |
| 2000 метрів з перешкодами                   | 6.11,45 Анастасія Пузакова Білорусь                                                                                    | 6.11,45 Анастасія Пузакова Білорусь | 6.46,08 Оксана Райта Львівська обл.                                                                                  |
| 3000 метрів з перешкодами                   | 9.37,57 Анастасія Пузакова Білорусь                                                                                    | 9.37,57 Анастасія Пузакова Білорусь | 10.16,70 Оксана Райта Львівська обл.                                                                                 |
| 4х200 метрів                                | 1.35,41 LG Олімпія Дортмунд Німеччина Марілена Шарфф Джіна Люкенкемпер Александра Зельцер Клара Лойш                   | 1.35,41 LG Олімпія Дортмунд Німеччина Марілена Шарфф Джіна Люкенкемпер Александра Зельцер Клара Лойш                                    | 1.41,85 Львівська обл. (юніори) Ірина Марчак Рената Механчук Мар'яна Шостак Лілія Коваль                             |
| 4х400 метрів                                | 3.27,03 Університет Південної Каліфорнії США Кемерон Петтігрю США Амалі Юль Норвегія Деанна Хілл США Кендалл Елліс США | 3.29,94 Польща Патриція Вичишкевич Малгожата Голуб Іга Баумгарт Юстина Швенте                                                           | 3.32,10 Україна Ольга Бібік Київ Тетяна Мельник Київ Анастасія Бризгіна Запорізька обл. Ольга Ляхова Полтавська обл. |
| 4х800 метрів                                | 8.42,67 Університет Вілланова США Ребекка Дель Россі Вероніка Скотт Саманта Бокоувен Кейлі Сілаффо                     | | |
| Змішана естафета (1200+400+800+1600 метрів) | 10.40,31 WIB США Емма Коберн Сідні МакЛафлін Бренда Мартінез Дженніфер Сімпсон                                         | 10.49,39 EIB New Balance Europe Лісанне Де Вітте Нідерланди Естер Герреро Іспанія Ана Сільвандер Швеція Сара МакДональд Велика Британія | |
| Спортивна хода 3000 метрів                  | 12.08,83 Антонелла Пальмізано Італія                                                                                   | 12.08,83 Антонелла Пальмізано Італія | 13.38,15 Ксенія Радько Сумська обл.                                                                                  |
| Спортивна хода 5000 метрів                  | | | 22.17,93 Олена Мізернюк Волинська обл.                                                                               |
| Стрибки у висоту                            | 2,01 Айріне Пальшите Литва                                                                                             | 2,01 Айріне Пальшите Литва | 1,94 Оксана Окунєва Миколаївська обл. Юлія Левченко Київ                                                             |
| Стрибки з жердиною                          | 4,85 Екатеріні Стефаніді Греція                                                                                        | 4,85 Екатеріні Стефаніді Греція | 4,55 Марина Килипко Харківська обл.                                                                                  |
| Стрибки в довжину                           | 7,24 Івана Шпанович Сербія                                                                                             | 7,24 Івана Шпанович Сербія | 6,71 Марина Бех Хмельницька обл.                                                                                     |
| Потрійний стрибок                           | 14,79 Юлімар Рохас Венесуела                                                                                           | 14,37 Крістін Гіріш Німеччина | 14,02 Ольга Саладуха Донецька обл.                                                                                   |
| Штовхання ядра                              | 19,56 Рейвен Сондерс США                                                                                               | 19,28 Аніта Мартон Угорщина | 16,22 Ольга Голодна Київська обл.                                                                                    |
| Метання ваги                                | 25,60 WIB Гвен Беррі США                                                                                               | 23,73 EIB Іда Сторм Швеція | |
| П'ятиборство                                | 4870 Нафіссату Тіам Бельгія                                                                                            | 4870 Нафіссату Тіам Бельгія | 4550 Аліна Шух Київська обл.                                                                                         |

### Літній сезон
| Дисципліна                                  | Світ | Європа | Україна |
| ------------------------------------------- | ---- | ------ | ------- |
| 100 метрів                                  |      |        |         |
| 200 метрів                                  |      |        |         |
| 300 метрів                                  |      |        |         |
| 400 метрів                                  |      |        |         |
| 600 метрів                                  |      |        |         |
| 800 метрів                                  |      |        |         |
| 1000 метрів                                 |      |        |         |
| 1500 метрів                                 |      |        |         |
| Миля                                        |      |        |         |
| 2000 метрів                                 |      |        |         |
| 3000 метрів                                 |      |        |         |
| 2 милі                                      |      |        |         |
| 5000 метрів                                 |      |        |         |
| 10000 метрів                                |      |        |         |
| 20000 метрів                                |      |        |         |
| 1 година                                    |      |        |         |
| 25000 метрів                                |      |        |         |
| 30000 метрів                                |      |        |         |
| 100 метрів з бар'єрами                      |      |        |         |
| 400 метрів з бар'єрами                      |      |        |         |
| 2000 метрів з перешкодами                   |      |        |         |
| 3000 метрів з перешкодами                   |      |        |         |
| 4x100 метрів                                |      |        |         |
| 4x200 метрів                                |      |        |         |
| 4x400 метрів                                |      |        |         |
| 4x800 метрів                                |      |        |         |
| 4x1500 метрів                               |      |        |         |
| Змішана естафета (1200+400+800+1600 метрів) |      |        |         |
| Спортивна хода 3000 метрів                  |      |        |         |
| Спортивна хода 5000 метрів                  |      |        |         |
| Спортивна хода 10000 метрів                 |      |        |         |
| Спортивна хода 20000 метрів                 |      |        |         |
| Спортивна хода 50000 метрів                 |      |        |         |
| 10 кілометрів (шосе)                        |      |        |         |
| 15 кілометрів (шосе)                        |      |        |         |
| 10 миль (шосе)                              |      |        |         |
| 20 кілометрів (шосе)                        |      |        |         |
| Напівмарафон (шосе)                         |      |        |         |
| 25 кілометрів (шосе)                        |      |        |         |
| 30 кілометрів (шосе)                        |      |        |         |
| Марафон (шосе)                              |      |        |         |
| Екіден (шосе)                               |      |        |         |
| 100 кілометрів (шосе)                       |      |        |         |
| Спортивна хода 5 кілометрів (шосе)          |      |        |         |
| Спортивна хода 10 кілометрів (шосе)         |      |        |         |
| Спортивна хода 20 кілометрів (шосе)         |      |        |         |
| Спортивна хода 50 кілометрів (шосе)         |      |        |         |
| Стрибки у висоту                            |      |        |         |
| Стрибки з жердиною                          |      |        |         |
| Стрибки у довжину                           |      |        |         |
| Потрійний стрибок                           |      |        |         |
| Штовхання ядра                              |      |        |         |
| Метання диска                               |      |        |         |
| Метання молота                              |      |        |         |
| Метання списа                               |      |        |         |
| Семиборство                                 |      |        |         |
| Десятиборство                               |      |        |         |